# 保罗·麦斯卡
保罗·科尔姆·迈克尔·麦斯卡（/ˈmɛskəl/，1996年2月2日—），愛爾蘭男演員，曾在都柏林的劇院演出了《了不起的盖茨比》、《求之不得》和《伊尼什莫爾中尉》等戲劇。麥斯卡因在電視迷你劇《普通人》（2020年）中的主演角色而受到讚譽，贏得英國電視學院獎最佳男主角獎並提名黃金時段艾美獎迷你影集或電視電影最佳男主角。
麥斯卡自《暗处的女儿》（2021年）在電影圈出道，並憑藉《日麗》及《神之造物》（均2022年）獲得知名度及好評；其中《日麗》入圍了英國電影學院獎和奥斯卡最佳男主角奖。

## 早年
保羅·麥斯卡生於基爾代爾郡梅努斯，母親狄波拉（Dearbhla）是愛爾蘭警察，父親保羅（Paul）是半職業教師。他是家中三個孩子的老大，有一個弟弟和妹妹。曾就讀梅努斯郵政小學。他是基爾代爾GAA的未成年兼21歲以下的蓋爾式足球運動員，也是梅努斯GAA的成員。蓋爾足球運動員布萊恩·萊西稱讚麥斯卡的防守技巧，體能教練钱安·奥尼尔則形容他「體能非常發達、強壯到超出了年齡」。麥斯卡在下巴受傷後放棄了這項運動。他開始將重心放到表演，16歲時首次登台演出，在音樂劇《歌劇魅影》中扮演主演魅影。之後錄取了都柏林三一學院；2017年畢業，取得文学学士學位。他在畢業前為自己的演藝生涯找了經紀人。

## 作品列表

### 電影
| 年份   | 標題                 | 角色                | 附註         |
| ------ | -------------------- | ------------------- | ------------ |
| 2020   | 《漂流》（Drifting）         | 錢安（Cian）            | 短片         |
| 2021   | 《暗处的女儿》       | 威爾（Will）            |              |
| 2022   | 《日麗》             | 卡倫·派特森（Calum Paterson）     |              |
| 2022   | 《神之造物》         | 布萊恩·歐哈拉（Brian O'Hara）   |              |
| 2022   | 《卡門》             | 艾登（Aidan）            |              |
| 2023   | 《親愛的陌生人》     | 哈利（Harry）            |              |
| 2023   | 《如果我們終將分離》 | 朱尼爾（Junior）          |              |
| 2024   | 《神鬼戰士II》       | 盧修斯（Lucius）          |              |
| 2025   | 《時光留聲》         | 萊昂納（Lionel）          | 兼執行製片人 |
| 2025   | 《哈姆奈特》         | 威廉·莎士比亚       |              |
| 待公布 | 《友情歲月》         | 富蘭克林·雪波德（Franklin Shepard） |              |

### 電視
| 年份 | 標題                       | 角色                | 附註   |
| ---- | -------------------------- | ------------------- | ------ |
| 2020 | 《普通人》                 | 康奈爾·沃爾德倫（Connell Waldron） | 迷你劇 |
| 2020 | 《受騙者》（The Deceived） | 肖恩·麥基奧（Sean McKeogh）     | 迷你劇 |

### MV
| 年份 | 標題               | 藝人          |
| ---- | ------------------ | ------------- |
| 2020 | 〈猩紅〉           | 滚石乐队      |
| 2020 | 〈救世主情結〉（Savior Complex） | 菲比·布里杰斯 |

## 外部連結
- 保罗·麦斯卡在互联网电影资料库（IMDb）上的資料（英文）